# 河間村 (岐阜県)
河間村（がまむら）は、かつて岐阜県安八郡にあった村である。
現在の大垣市の一部（河間町など）に該当する。

## 歴史
- 1889年（明治22年）7月1日 - 町村制により、河間村発足。
- 1897年（明治30年）4月1日 - 木戸村、笠木村 、笠縫村、池尻村、南一色村、興福地村と合併し、北杭瀬村となる。同日河間村廃止。

## 教育
- 耕文尋常小学校（現・大垣市立北小学校）